# مرسدس-بنز وانیو
مرسدس بنز وانیو (Mercedes-Benz Vaneo) خودرویی است که در سال‌های ۲۰۰۲ تا ۲۰۰۵تولید شده‌است. طراحی آن خودروهای موتور جلو-محور جلو بوده است. سیستم جعبه‌دندهٔ آن ۵ دنده به دو صورت خودکار و دستی است.